# No More "I Love You's"
No More "I Love You's" è un singolo della cantante britannica Annie Lennox, pubblicato nel 1995 come estratto dall'album Medusa.

## Descrizione
Nel 1995 Annie Lennox registra una cover del brano No More "I Love You's", già pubblicato nel 1986 come singolo dal duo new wave britannico The Lover Speaks, composto da David Freeman e Joseph Hughes. La Lennox lo pubblica come singolo in numerosi formati, compresi 7", 12", CD single, musicassetta e VHS, e con differenti b-side, e all'interno dell'album Medusa.
Il singolo è diventato il brano di maggior successo per la Lennox nel Regno Unito, raggiungendo la posizione nº 2 dei singoli più venduti e rimanendo per dodici settimane in classifica. Inoltre è diventata una top 25 negli Stati Uniti.
Nel 1996 No More "I Love You's" ha inoltre fatto guadagnare all'artista il Grammy Award come migliore esibizione femminile pop, battendo Mariah Carey, Vanessa L. Williams, Dionne Farris e Bonnie Raitt.
Il singolo fa parte del primo greatest hits di Annie Lennox, The Annie Lennox Collection, pubblicato nel 2009.

## Video musicale
Il video musicale del brano, diretto dalla stessa Lennox assieme a Joe Dyer, vede la cantante esibirsi in un bordello dell'Ottocento attorniata da alcuni ballerini in tutù, in omaggio a Les Ballets de Monte-Carlo.
Il video è stato candidato agli MTV Video Music Awards 1995 nella categoria Best Female Video, premio assegnato quell'anno al video di Take a Bow di Madonna.

## Tracce
CD single, 7"
1. No More “I Love Youʼsˮ – 4:50 (David Freeman, Joseph Hughes)
2. Ladies of the Canyon – 3:40 (Joni Mitchell)

Durata totale: 8:30
CD single
1. No More “I Love Youʼsˮ – 4:52 (David Freeman, Joseph Hughes)
2. Ladies of the Canyon – 3:41 (Joni Mitchell)
3. Love Song for a Vampire – 4:19 (Annie Lennox)

Durata totale: 12:52
7"
1. A Whiter Shade of Pale – 4:49
2. No More “I Love Youʼsˮ (Club Remix) – 4:28 (David Freeman, Joseph Hughes)

Durata totale: 9:17

## Classifiche
| Chart (1995)                       | Posizione più alta |
| ---------------------------------- | ------------------ |
| Australia                          | 16                 |
| Austria                            | 11                 |
| Belgio                             | 19                 |
| Canada                             | 1                  |
| Paesi Bassi                        | 17                 |
| Francia                            | 13                 |
| Germania                           | 27                 |
| Irlanda                            | 2                  |
| Italia                             | 1                  |
| Nuova Zelanda                      | 22                 |
| Norvegia                           | 12                 |
| Svezia                             | 15                 |
| Svizzera                           | 14                 |
| UK                                 | 2                  |
| USA                                | 23                 |
| U.S. Billboard Hot Dance Club Play | 1                  |

## Citazioni e omaggi
- Il brano è anche utilizzato in vari cinepanettoni per indicare i colpi di fulmine di un personaggio.
- Il brano è stato utilizzato nel primo episodio del serial TV statunitense I Soprano.
- Nel 2010 Nicki Minaj ha campionato il coro della versione della Lennox nella sua canzone Your Love.
- Nel 2020 Hailee Steinfeld ha pubblicato la canzone I Love You's, che riprende l'hook e il ritornello della versione della Lennox.
- Il brano vanta una delle più riuscite cover di Leone Di Lernia È morto Antonio.